# Navaia nereis
Navaia nereis är en insektsart som beskrevs av Rauno E. Linnavuori 1960. Navaia nereis ingår i släktet Navaia och familjen dvärgstritar. Inga underarter finns listade i Catalogue of Life.